# Boris Pasternak
Boris Leonidovitj Pasternak (russisk: Бори́с Леони́дович Пастерна́к, tr. Borís Leonídovitj Pasternák; født 10. februar 1890 i Moskva, Det Russiske Kejserrige, død 30. maj 1960 i Peredelkino, Moskva oblast, Sovjetunionen) var en russisk forfatter, der er mest kendt for sit værk Dr. Sjivago  fra 1957, der blev en verdenssucces i Vesten, og i 1965 filmatiseret af MGM som Doktor Zjivago med Omar Sharif i titelrollen.
I 1958 blev Pasternak tildelt Nobelprisen i litteratur, og tog først i mod den, men blev så presset af de sovjetiske myndigheder til at afslå den.  Dr. Sjivago var forbudt læsning i hjemlandet; først i 1988 udkom bogen i Sovjetunionen. 
Få år senere døde han af lungekræft.